# Dicionário da Mente, do Corpo e do Espírito
Dicionário da mente, do corpo e do espírito: ideias, pessoas e lugares (título original em inglês, Dictionary of Mind, Body and Spirit: ideas, people and places) é o título de um dicionário enciclopédico abrangente sobre esoterismo, espiritualismo e religiões editado pelos autores Eillen Campbell e J.H. Brennan, publicado pela primeira vez no Brasil em 1997 pela Editora Mandarim, tendo sido traduzido por Elisabete Abreu.